# John Browne, 1. Marquess of Sligo

Wappen des John Browne, 1. Marquess of Sligo

John Browne, 1. Marquess of Sligo KP (* 11. Juni 1756; † 2. Juni 1809 in Lissabon), war ein irisch-britischer Peer und Politiker.

## Leben
Er war der ältere Sohn des Peter Browne, 2. Earl of Altamont, und Elizabeth Kelly. Er besuchte das Eton College.
Von 1776 bis 1780 war er als Abgeordneter für Jamestown im County Leitrim Mitglied des irischen House of Commons. 1779 war er High Sheriff des County Mayo.
Beim Tod seines Vaters erbte er 1780 dessen irische Adelstitel als 3. Earl of Altamont und wurde damit Mitglied des irischen House of Lords und schied aus dem House of Commons aus.
1785 wurde er ins Privy Council für Irland aufgenommen und 1800 zum Knight Companion des Order of St. Patrick geschlagen. Am 31. Dezember 1800 wurde ihm der irische Titel Marquess of Sligo verliehen. Anlässlich der Auflösung des irischen Parlaments wurde er als Representative Peer ins House of Lords des neu geschaffenen Vereinigten Königreiches von Großbritannien und Irland gewählt. Am 20. Februar 1806 wurde ihm auch der Titel Baron Monteagle verliehen, der zur Peerage of the United Kingdom gehört und damit unmittelbar zu einem Sitz im britischen House of Lords berechtigte.
1787 hatte er Lady Louisa Catherine Howe, Tochter des Admirals Richard Howe, 1. Earl Howe, geheiratet. Mit ihr hatte er einen Sohn und Erben, Howe Peter Browne, 2. Marquess of Sligo (1788–1845).